# الحسن بن عمار
الحسن بن عمار الكلبي، يُدعى عادةً ابن عمار في المصادر العربية، كان قائداً عربياً خلال الدولة الفاطمية، من سلالة أمراء بني كلب، كان ناشطًا في الحروب مع الإمبراطورية البيزنطية في صقلية في ستينيات القرن التاسع عشر، حيث قاد الاستيلاء على طبرمين وروميتا، والتي أكملت الفتح الإسلامي لصقلية.
يتعرف عليه بعض العلماء على أنه أبو محمد الحسن بن علي، المعروف أيضًا باسم ابن عمار، وهو زعيم بربر كتامة وكبير الوزراء في السنة الأولى من حكم الخليفة الفاطمي الحاكم بأمر الله.

## سيرته
هو ابن عمار بن علي الكلبي، خاض عمار حروبًا مع الإمبراطورية البيزنطية في صقلية وجنوب إيطاليا، وغرق خلال رحلة استكشافية فاشلة ضد أوترانتو عام 958.
بعد استعادة البيزنطيين لجزيرة كريت في 960-961، حول الفاطميون انتباههم مرة أخرى إلى صقلية، حيث قرروا تقليص البؤر الاستيطانية البيزنطية المتبقية في الشمال الشرقي وإكمال الفتح الإسلامي للجزيرة. وفي يوم عيد الميلاد 962م، استولى الحسن وابن عمه أحمد على طبرمين بعد حصار دام سبعة أشهر ونصف، بينما في 24 أغسطس 963 حاصر الحسن روميتا. وأرسلت حاميتها طلبًا للمساعدة إلى الإمبراطور نقفور الثاني. وأعد الإمبراطور رحلة استكشافية كبيرة قيل إنها وصلت إلى إيطاليا في أواخر 964، وقيل إنها وصلت إلى 40.000 جندي. وبعد أن علم الحسن بذلك، طلب تعزيزات وصلت تحت قيادة عمه. وفي 25 أكتوبر 964 اشتبك الطرفان. وانتصر البيزنطيون في الاشتباك الأولي، لكن الحسن تمكن من حشد رجاله وحقق نصرًا ساحقًا. وفقًا للمقريزي وأبو الفداء فقد سقط أكثر من 10000 بيزنطي، بمن فيهم ابن أخ الإمبراطور مانويل فوكاس والعديد من القادة الآخرين. وهرب البيزنطيون الناجون في حالة من الذعر، وصعدت فلول القوات البيزنطية على متن سفنهم، لكن تم تدمير الأسطول البيزنطي في معركة المضيق على يد ابن عم الحسن، مما أدى إلى تحديد مصير روميتا. واستسلمت المدينة بعد بضعة أشهر في أوائل عام 965م، وبدأ سكانها بالفرار من المدينة.